# Reddiar
Reddiar eller reddy är en telugutalande kast i södra Indien.